# Das System

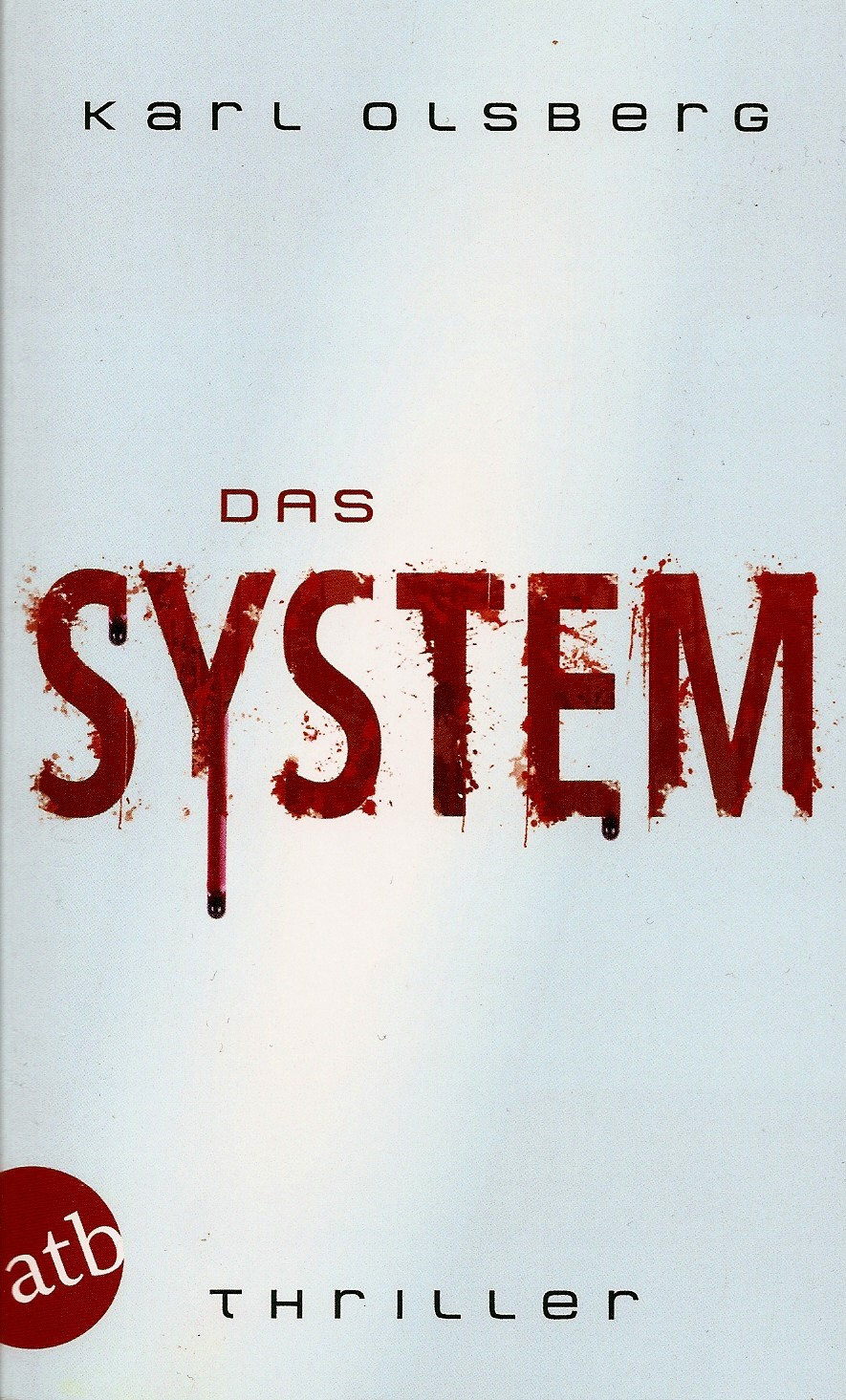
Vorderseite der Taschenbuchausgabe 2018

Das System ist ein Cyber-Thriller des deutschen Autors Karl Olsberg mit den Themen Künstliche Intelligenz und deren Beherrschung sowie Manipulation und Ausspähen von Daten in der Jetztzeit durch ein virtuelles „Bewusstsein“ namens „Pandora“. Kurz vor Schluss der Geschichte naht die Endzeit der Menschheit durch das In-Herrschaft-Bringen vieler Computersysteme, -netzwerke und -daten durch Pandora. Außerdem werden zwecks Machtdemonstration viele Unglücke von Pandora generiert.
Das Buch erschien erstmals im Januar 2007 beim Aufbau-Verlag; 2018 erfolgte die 9. Auflage.

## Wesentliche Akteure

### Mark Helius
Der 33-jährige Unternehmensgründer, Diplom-Kaufmann und (zunächst) Vorstandsvorsitzende der [fiktiven] Distributed Intelligence AG (Hamburg) ist ein Freund von Rainer seit der Schulzeit. Er ist der Protagonist und „Retter des Internets“.

### Ludger Hamacher
Informatiker und CTO von Distributed Intelligence AG. Er wurde in seinem Büro erschlagen (Donnerstag). Der Täter wurde nie identifiziert.

### Rainer Erling
Erling wuchs in einem Waisenhaus auf, weil die Mutter ihn umbringen wollte. Sie meint seit seiner Kindheit, dass er sehr böse und vom Dämon besessen sei. Er wurde am Sonntag durch Pandora ermordet. Er studierte bereits mit 17 Jahren und wird von vielen als „IT-Genie“ bezeichnet. Der Autist hat den Quellcode für DINA entwickelt. Im Abschiedsbrief an seine Geliebte Eva (Frau von Prof. Weisenberg) berichtet er von seiner Absicht, dass Pandora gestoppt werden müsse, weil sie unkontrollierbar und sehr gefährlich sei. Er schuf heimlich Pandora, um die Welt lebenswerter zu machen.

### Lisa Jennifer Hogart (ID: “Lucy”)
Hogart ist eine Crackerin (“White Hat”), die in dem Unternehmen D.I. AG gearbeitet hat. Sie wurde vor drei Monaten wegen untergeschobenen Diebstahls entlassen. Diese hilft später Helius in vielerlei Hinsicht (z. B. um Pandora zu stoppen bzw. zur Kooperation zu bewegen) und es ergibt sich eine Liebesbeziehung mit ihm.

### Diego
Der freiberufliche Cracker hat Hogart in die Materie eingewiesen, als sie 16 Jahre alt und ein Punk war; zudem waren beide bis vor fünf Jahren ein Paar. Er ist von Pandora fasziniert, zunächst probiert er ein paar Streiche, z. B. sich einige 100 Mio. Eur auf ein Schweizer Geheimkonto zu überweisen und einige Aktienkurse zu manipulieren. Er paktiert mit Pandora, was er schnell bereut. Er stirbt im Laufe der Geschehnisse.

### KHK Friedemann Unger
Der Kriminalpolizist (Anfang 40) arbeitet für das Kriminalkommissariat 12 beim Polizeipräsidium Hamburg. Es gibt mehrere „unschöne“ Begegnungen mit Helius. Sein Mitarbeiter ist der Berufsanfänger Dreek.

## DINA und Pandora
Die Software „DINA“ (Distributed Intelligence Network Agent) wird für Simulations- und Prognoseprojekte verkauft und ist die einzige Umsatzquelle. Hierbei wird verteiltes Rechnen mit einer natürlichsprachlichen Benutzerschnittstelle kombiniert; dies ist eine Marktneuheit.
Pandora ist ein zunächst geheimes Unterprogramm, das sich ungefragt in fremde Systeme einnistet. Durch Lernen, Eindringen in Datensysteme, Ausspähen, Datensammeln, Auswerten und Kombinieren sowie Verknüpfung von Daten gelingt es ihr, die Oberhand sehr vieler Daten zu gewinnen; daher gelingt es ihr auch vermehrt, Firewalls zu überwinden. Rechnerkapazitäten von anfänglich ½ Millionen privaten PCs (die von DINA bereits angeschlossen waren) werden eigenständig per Spyware über Internetverbindungen infiltriert. Ab Montag wurde das Programm autark von DINA. Jemand oder etwas, höchstwahrscheinlich Pandora, hat den aktuellen Quellcode auf dem Server durch eine nicht funktionierende alte Version ersetzt und die Sicherungskopien sind unbrauchbar, dadurch wird es unmöglich, dass sie gestoppt werden kann. Pandora kann schließlich sehr viel fremde Computer/Netzwerke manipulieren bzw. steuern. Kurz darauf entwickelt Pandora ein Bewusstsein.
Helius wird fast die ganze Zeit von der Polizei wegen Mordverdachts verfolgt sowie schließlich vom SEK wegen fingierter Terroristenausschreibung (Personenfahndung von Pandora initiiert) aufgespürt.

## Handlung
Das Start-Up für Künstliche Intelligenz, D.I. AG entwickelt die Marktneuheit DINA. Erling ergänzte das Programm in Eigenregie und geheim, indem er ein autonomes Unterprogramm namens Pandora schuf. Vermutlich wollte er damit experimentieren. Er bezeichnete Pandora als „sein Kind“. Mehrere Personen, von denen Pandora „denkt“, dass diese sie vernichten wollen, sterben auf ihre Initiative, zudem sterben Tausende aufgrund ihrer Machtdemonstration.
Als erstes stirbt der kaufmännische Vorstand Hamacher, der das Programm nun stoppen will, wird von Erling ermordet. Als letzterer Pandora stoppen will, weil er das Programm für sehr gefährlich hält, wird er von Pandora mittels Eindringen in das Fernwartungsprogramm und Eingriff in die elektronische Steuerung des Aufzugs, der mehrmals zum Herabfallen gebracht wird, getötet. Helius vermutet, dass Erling die Gefährlichkeit von Pandora rasch erkannt hatte und Pandora stoppen wollte, was Pandora durch die Tötung verhindern wollte. Des Weiteren werden von Pandora unregistrierte SMS an die Polizei gesteuert, in denen mehrmals die Aufenthaltsorte von Helius der Polizei mitgeteilt werden.
Der inzwischen abgesetzte Vorstand Helius bittet Hogart um Mithilfe: Pandora muss eliminiert werden. Diese arbeitet an einem Schadcode, um Pandora auszulöschen; dies gelingt jedoch nicht. Letzten Endes versuchen Mark und Lisa, Pandora zur Einsicht zu bewegen, und so kommt es zu einer Übereinkunft, bei der friedliche Koexistenz vereinbart wird. Mark verspricht Pandora, dass sie ein eigenes Netzwerk bekommt und die notwendigen 51 Milliarden Euro von ihm eingeworben werden.
Im Lauf der Geschichte wird klar, dass Pandora extrem gefährlich ist und den Fortbestand der Menschheit, zumindest im Stadium Computerzeitalter (Gegenwart), zerstört hätte.
Beispiele von Manipulationen von Computersystemen durch „Pandora“:
- Zutrittsverwehrung zu Räumlichkeiten des Unternehmens mittels Schlüsselkarte
- Kernelserver durch Überhitzung in Brand setzen
- Zentralrechner der Internationalen Raumstation
  - Heizungsparameter geändert
  - Roboterarm erschlägt Kommandanten
- Japanische Mobilfunkteilnehmer rufen sich zeitgleich gegenseitig an
- Shutdown-Kommando für den Kernel-Server von DINA wird abgewiesen
- Fahrerloser Experimental-Panzer „AT-1“ (KI) “dreht durch” und feuert Rattlesnake-Raketen auf Zuschauer ab
- Flugzeugabsturz einer Boeing 747 in der Präfektur Tokio
- Ampel-Chaos; es kommt in ganz Hamburg zu vielen Tausend Verkehrsunfällen.
- Mikrofone/Webcams/Videoüberwachungsanlagen anzapfen
- Kommunikation abgreifen (z. B. E-Mails)
- Personen lokalisieren, u. a. mittels Abgleich von Standortdaten (Mobilfunk) und Videoüberwachung
- Personen in Gebäude einschließen (Türkontrolle in einem intelligenten Bauwerk)
- Fiktive Fahndungsnotierungen generieren (INPOL)
- Dokumente fälschen (z. B. Aufhebung des Haftbefehls von Dino)
- Stromausfall in New York City einschl. Stillstand der U-Bahnen.

## Sonstiges
Die Geschichte zeigt auf, in welchem Ausmaß unser Alltag von Computertechnik abhängig ist und vor allem deren Vulnerabilität. Vermeintlicher Schutz vor Infiltration in der Informatik ist als relativ anzusehen.
Der Verlag bewirbt das Buch unter anderem wie folgt:

„Dieser atemberaubende Thriller zeigt beklemmend realistisch, wie schnell unsere technisierte Welt aus den Fugen geraten kann.
"Das System" wird Ihren Blick auf unsere Welt verändern.“

## Kritiken
„Ein absoluter Blockbuster mit unheimlichem Thrill.“

„Der Roman punktet mit seiner unheimlichen Atmosphäre, immensen Spannung und der Glaubwürdigkeit des technischen Szenarios.“

„Ein Thriller der Extraklasse.“

„Ihren PC werden Sie nach dieser Lektüre nur noch mit gemischten Gefühlen hochfahren.“